# Palisades (Band)
Palisades ist eine 2011 gegründete Post-Hardcore-Band aus Iselin, New Jersey, Vereinigte Staaten.

## Geschichte

### 2011–2012: Gründung, Plattenvertrag, erste Erfolge
Die 2011 in Iselin, New Jersey gegründete Band besteht aus Louis Miceli (Gesang), Matt Marshall (E-Gitarre), Xavier Adames (E-Gitarre, Gesang), Earl Halasan (E-Gitarre, Sampling), Brandon Elgar (E-Bass) und Aaron Rosa (Schlagzeug).
Rise Records nahm die Gruppe offiziell am 20. Dezember 2011 unter Vertrag. Bevor die Gruppe einen Plattenvertrag erhielt, veröffentlichte sie drei Singles, die auf der späteren EP I’m Not Dying Today erschienen. Diese erhielten im Internet einen dermaßen großen Zuspruch, dass das Label beschloss, die Musiker unter Vertrag zu nehmen. Die EP erschien im Januar 2012.
Die erste Tournee der Band fand zwischen Februar und März 2012 statt. Auf der The Revived Tour war die Band mit Us, From Outside (heute Chasing Safety), A Faylene Sky und Send the Messenger in den Vereinigten Staaten auf Tour. Im April spielte die Band ihr erstes Festival. Im Mai folgte die Rise Records Tour bei der die Gruppe als Vorband für Hands Like Houses, The Air I Breathe und My Ticket Home. Einen Monat später spielte die Gruppe im Vorprogramm von Set It Off, Our Last Night und Crown the Empire. Im September und Oktober spielte die Gruppe zwei weitere Konzertreisen, die durch die USA und Kanada führten. Dabei traten Palisades als Vorband für For All Those Sleeping, Upon This Dawning und Abandon All Ships auf.

### 2013–2014: DebütalbumOutcastund erste Europatour

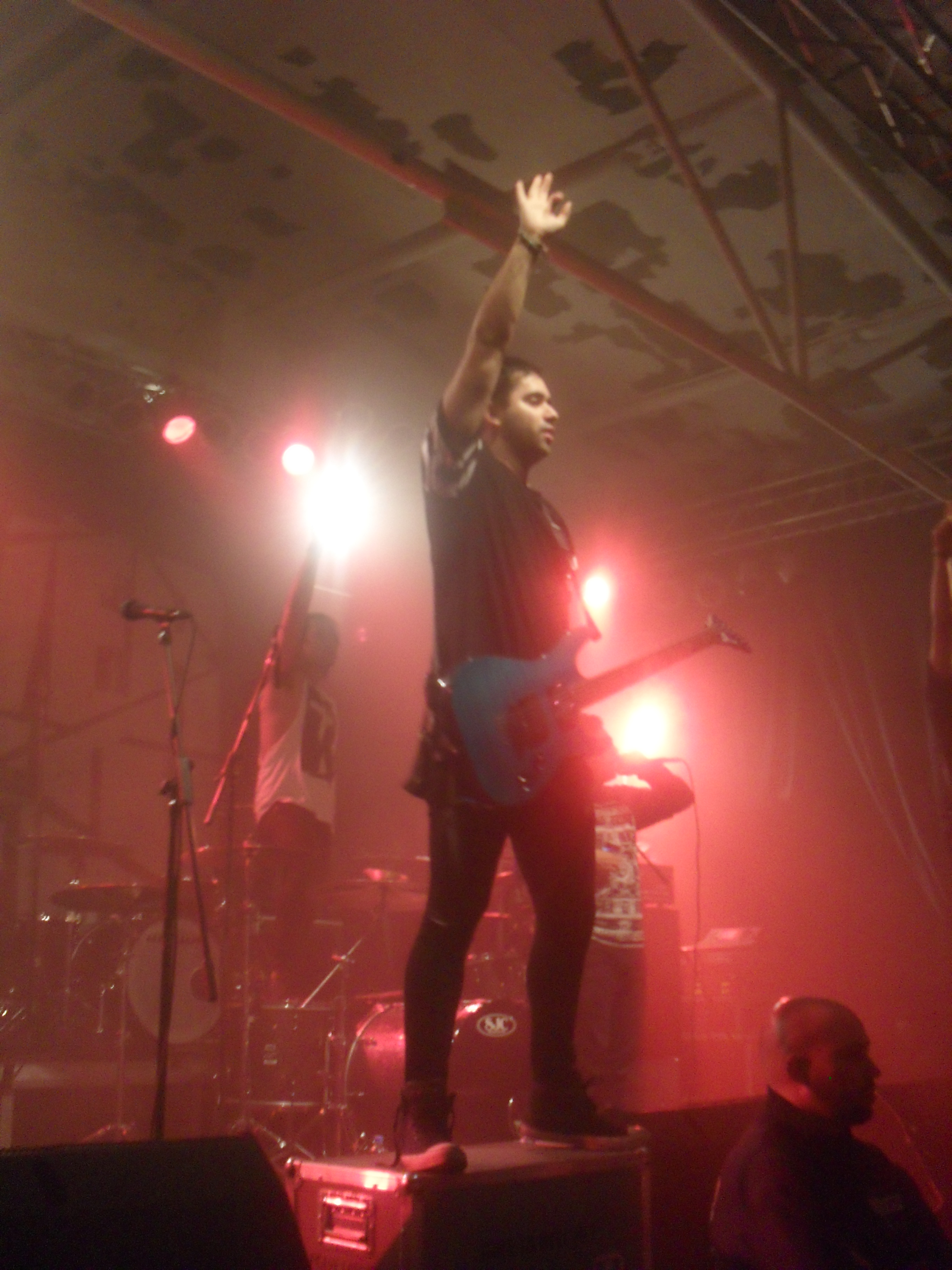
Palisades live in Köln (2013)

Das Jahr 2013 begann für die Gruppe mit einer US-Konzertreise mit I See Stars, Get Scared, Upon This Dawning und For All Those Sleeping. Im April folgte die Rise Records Tour 2013, die die Band mit Like Moths to Flames, Crown the Empire, My Ticket Home und The Color Morale absolvierte. Außerdem wurde bekannt, dass Palisades an ihrem Debütalbum arbeiteten, das am 21. Mai 2013 erscheinen sollte.
Das Album erschien am besagten Tag und wurde vorab auf Alternative Press zum Vorabhören präsentiert. Das Album stieg in die Heatseekers Charts, die Hard Rock Album Charts und die Independent Charts – allesamt ermittelt durch das Magazin Billboard – ein. Im Mai und Juni folgten zwei weitere Tourneen, bei denen die Gruppe als Vorband für The Almost und Crown the Empire spielte. Im Oktober und November spielte die Gruppe eine weitere Konzertreise, diesmal als Vorband für The Word Alive und I See Stars. Direkt im Anschluss spielte die Gruppe ihre erste Europatournee. Die Band spielte im Vorprogramm von Dream On, Dreamer aus Australien und die kanadische Band Silverstein. Die Auftritte fanden in Deutschland, Schweden, den Niederlanden, Belgien, der Schweiz, Österreich und dem Vereinigten Königreich statt.
Im Januar und Februar 2014 tourte die Band mit Famous Last Words und Tear Out the Heart im Rahmen der Ride or Die Tour durch die Vereinigten Staaten.

### Seit 2014: Zweites StudioalbumMind GamesundAnother Techno Jawn
Am 29. Mai 2014 wurde bekanntgegeben, dass die Band mit Produzent Erik Ron, welcher bereits mit Hands Like Houses und Saosin arbeitete, nach Los Angeles geflogen seien, um an dem zweiten Studioalbum zu arbeiten. Dieses heißt Mind Games und wurde am 13. Januar 2015 über Rise Records offiziell weltweit veröffentlicht. Die Gruppe spielte eine kurze Release-Tournee mit Youth in Revolt und For All I Am, um für das Album zu werben.
Am 29. Juli 2014 brachte die Gruppe mit Another Techno Jawn eine Remix-EP heraus, auf der sie von verschiedensten DJs, wie DJ Scout von Issues und Andrew Oliver von I See Stars unterstützt wurden.  Zwischen Juli und August 2014 tourte die Band als Teil der Allstars Tour mit Slaves, The Acacia Strain, Sworn In und Like Moths to Flames durch die Staaten. Im Oktober folgte eine weitere USA/Kanada-Tournee mit For the Fallen Dreams und Capture the Crown, welche Anfang November endete.

## Diskografie

### Alben
- 2013: Outcasts (Rise Records)
- 2015: Mind Games (Rise Records)
- 2017: Palisades (Rise Records)
- 2018: Erase the Pain (Rise Records)
- 2022: Reaching Hypercritical (Rise Records)

### EPs
- 2012: I’m Not Dying Today (Rise Records)
- 2014: Another Techno Jawn (Rise Records)